# Максим Унт
Максим Унт (ест. Maksim Unt, Maks Unt або Maxim Unt; рос. Максим Иоганович Унт; 22 січня 1898 Пярну — 30 липня 1941 Комунарка, Московська область, РРФСР) — діяч і політик естонського робітничого руху та радянського державний діяч. Унт брав активну участь у політиці Пярнуського повіту протягом багатьох років, будучи членом уряду Пярнуського повіту та близько десяти років членом міської ради Пярну. До Другої світової війни Унт був членом 4-го і 5-го Рійгікогу та 1-го Рійгікогу, а з 21 червня 1940 року міністром внутрішніх справ уряду Вареша.

## Життєпис
Унт народився 22 січня 1898 року в Пярну в родині робітника. Закінчив Пярнуську початкову школу та чоловічу середню школу.
Під час Громадянської війни в Росії 1919 працював в Саратовській губернії на посаді завідувача ревізійного відділу одного з повітових виконкомів, але пограбував у чекістів цінні речі. Перед тим, як бути спійманим, він утік до білогвардійців у денікінську армію, а революційний трибунал засудив Унта до ув'язнення за ґратами. Коли армія Денікіна зазнала поразки, Унт втік на Балкани.
1920 року він повернувся до Естонії і приєднався до Естонської соціалістичної трудової партії (ESTP), був одним із лідерів лівого крила партії. Через лівий ухил у нього у партії було кілька конфліктів. Він працював керівником відділу охорони здоров'я та соціального забезпечення уряду Пярнуського повіту та близько десяти рокі вбув членом міської ради Пярну. До серпня 1934 року Унт був у соціалістичній групі в міській раді Пярну. У 1929—1937 роках Унт був членом IV і V Рійгікогу. У 1938—1940 рр. Унт I входив до складу Національної ради.
Максим Унт уже був інформатором посольства СРСР з початку 1930-х років. Разом з Еріхом Таркпеа Унт організував загальні збори будівельників Пярну в 1933 році за планом «Єдиного військового фронту». Гасла плану одне за іншим були взяті з 12-го пленуму Комуністичного Інтернаціоналу. У червні-липні 1934 р. Унт організував страйк робітників у Пярну, і коли вибухнув страйк докерів, він очолив його, але коли страйк затих, продовжив підбурювати робітників серед робітників, сподіваючись змусити робітників лісопильного заводу також страйкувати і зробити страйки загальнонаціональними. Унт був заарештований політичною поліцією за його агітаційну роботу, а під час обшуку в його будинку знайшли листа, в якому Унт просив надіслати йому комуністичну літературу. Крім того, під час допиту свідків у суді з'ясувалося, що Унт поширював досі заборонену літературу (наприклад, журнали Kommunist, Naistöoline, Proletariaat). Арешт Унта викликав занепокоєння серед ультраправих членів Рійгікогу, Александр Йоеаар надіслав листи протесту міністру внутрішніх справ і губернатору штату, і 16 серпня того ж року Унт був звільнений, хоча судовий процес проти нього тривав. У суді Унт не визнав своєї провини. 1935 року окружний суд Вільянді засудив його до шести місяців ув'язнення за розповсюдження комуністичної літератури та протидержавну агітацію, але як члена Рійгікогу не вдалося покарати його ув'язненням. Навіть після закінчення повноважень V Рійгікогу його не вдалося заарештувати, оскільки він надав медичну довідку про хворобу серця.

### Діяльність на посаді міністра внутрішніх справ
Коли 17 червня 1940 року радянські війська окупували Естонію, було сформовано маріонетковий уряд. 18 червня за рекомендацією радника радянського посольства Володимира Бошкарьова Унт був призначений першим членом нового уряду на посаду міністра внутрішніх справ, який 21 червня за наказом Жданова організував у Таллінні демонстрацію робітників. 21 червня 1940 року він був призначений міністром внутрішніх справ в уряді Йоганнеса Вареса.
Будучи міністром внутрішніх справ, Унт організував реформи в Естонській Республіці, яких очікував від нього СРСР. Першим заходом була заміна керівного складу правоохоронних органів, підпорядкованих Міністерству внутрішніх справ. У перші дні були заарештовані помічник директора департаменту поліції Костянтин Кірсімягі та комісар політичної поліції Таллінна Юліус Едесалу. Сам міністр головними цілями назвав «звільнення частини колишніх вищих посадових осіб» і «реорганізацію апарату МВС».
Отримавши владу, Унт почав організовувати вилучення зброї у громадян. 26 червня було закрито Патріотичне об'єднання та Кейтселійт. 29 червня Унт об'єднав посаду начальника внутрішньої безпеки, яку до того часу обіймав директор поліцейської служби, і об'єднав її з посадою помічника міністра внутрішніх справ. Унт також націлився на реформу місцевого самоврядування — першочерговим завданням була зміна функції та складу посади повітових старост. 31 липня була видана поправка до Закону про муніципалітети, за якою міністр внутрішніх справ міг звільнити мерів, і Унт скористався цією можливістю та звільнив усіх мерів та їхніх помічників, щойно їм знайшли заміну. Однак часто потрібен був час, щоб знайти заміну, тому багато мерів залишалися при владі аж до адміністративної реформи в січні 1941 року.
Унт також відповідав за реорганізацію пляжного готелю Пярну в будинок відпочинку для робітників, чого він вимагав через три дні після призначення міністром. Унт був почутий, і будинок відпочинку новоназваної Центральної спілки профспілок Естонії було відкрито 7 липня 1940 року. 1 липня Унт обмежив продаж алкоголю в Естонії (крім пива та вина). Унт також стверджував, що відновив «свободу преси» (одночасно згадуючи журналістам, що Унт сподівається, що преса зрозуміє, щоб уникати написання новин, що викликають паніку). 29 червня було реабілітовано політично репресованих, хоча по суті указ стосувався лише комуністів. 31 липня 1940 р. діяльність виконавчих з'їздів студентських організацій була заборонена.
Унт також брав участь у виборах, оголошених 5 липня 1940 року, балотуючись як єдиний дозволений кандидат у 33-му виборчому окрузі (околиці Пярну, Сінді та Мийсакюла), а також був обраний до 2-ї Державної ради. У липні 1940 року Унт вступив до Комуністичної партії Естонії.
З 27 липня по 15 серпня 1940 року в Москві перебував виконуючий обов'язки президента Йоганнес Варес, а Унт як міністр внутрішніх справ виконував обов'язки президента. На цій посаді Унт 5 серпня видав указ, яким оголошував державних службовців, які не повернулися з-за кордону , зрадниками і вимагав їх розстрілу та конфіскації майна. Указ також дозволяв покарання членів сімей таких державних службовців.
За словами Ельмара Тамбека та Віллема Саарсена, Унт був одним із організаторів депортації президента Пятса та Лайдонера. 30 липня Унт пішов до родини Петса на ферму Клоостріметса, щоб спочатку запропонувати можливість виїхати з Естонії, тому що, за словами Унта, в Естонії була велика загроза вбивства Пятса, після того, як Пґтс відмовився покинути Естонію, Петса просто сказав, що через кілька годин його відправлять в СРСР. Також Унт з'явилася на фермі Лайдонера (садиба Віймсі) з озброєними людьми і повідомив, що через кілька годин її з чоловіком відвезуть на вокзал.

### Діяльність в Естонській РСР
В Естонській Радянській Соціалістичній Республіці 25 серпня він увійшов до складу нового уряду РСР, а Унт був призначений наркомом праці Естонської РСР. Продовжив роботу і в реорганізованій першій Верховній Раді Естонської РСР.
Унт був заарештований 22 травня 1941 року в Таллінні за звинуваченням у крадіжці матеріальних цінностей (ймовірно, мається на увазі його діяльність у Саратовській губернії під час громадянської війни в Росії, яка стала відомою). 7 липня 1941 року був засуджений на 8 років каторжних робіт, але через кілька тижнів 30 липня 1941 року був розстріляний органами НКВС. Радянський суд реабілітував Унта 3 грудня 1991 року.

## Курйози
2000 року Матті Пятс, онук президента Костянтина Пятса, виявив, що ім'я Максима Унді, який керував депортацією президента та його сім'ї 30 липня 1940 року, було вписано на спільній меморіальній дошці з репресованими членами Рійгікогу Республіки Естонія, яка була прикріплена до стіни будівлі Рійгікогу. Ситуація викликала суперечки в естонському суспільстві, після чого почалася публічна дискусія про те, чи повинні естонські державні діячі, які підтримували радянську владу, отримувати таку увагу в ЗМІ.

Історія арешту Максима Унта у спогадах екс-глави президентської адміністрації Ельмара Тамбека:
В Естонії циркулювали два види чуток про причини арешту Унта та його подальшу долю.
За однією версією, Унт був засуджений до 3 років ув'язнення через свій розкішний і буржуазний спосіб життя. За іншою версією, Унт був засуджений до смертної кари за те, що в партії виступав проти депортації естонців. /---/
Причина зникнення Унта була набагато прозаїчнішою або, якщо хочете, набагато романтичнішою, ніж вищезгадані причини. 1918 року Унт був мобілізований в Росії до Червоної гвардії. Він перейшов на бік Денікіна і дослужився до офіцерського звання. Після розпаду денікінської армії Унт втік на Балкани, звідки прибув до Естонії. Під час перебування в Естонії Унт був членом Ліги оборони в Пярну.
Всі ці деталі були зафіксовані в послужному списку та службових документах Унта. Після того, як Варезе став міністром внутрішніх справ, Унт зажадав всі наявні послужні списки, знищив їх і склав новий послужний список, який не містив компрометуючої інформації.
Одне колишнє послужне досьє, а саме з 4-го департаменту військового міністерства, залишилося не знищеним Унтом. Чи то він забув про нього, чи то не зміг його там знайти, чи то сподівався, що його там ніхто не буде шукати. Але доля розпорядилася інакше.
На початку 1941 року радіопередачу Унта з Москви та його ім'я почула в Україні жінка, яка до того часу вважала батька свого сина загиблим. Ця жінка була законною дружиною Унта, з якою він одружився під час служби в денікінській армії. Щаслива, що знайшла свого чоловіка, вона поїхала до Москви, щоб розшукати Унта. Коли вона приїхала до Москви, Унт вже повернувся до Естонії. Коли жінка почала клопотатися про дозвіл на в'їзд до Естонії, з'ясувалося, що весь авангард Унта часів Громадянської війни виплив назовні. Повідомляється, що Унт був засуджений до 8 років каторжних робіт.— Ельмар Тамбек, Tõus ja mõõn